# Synchlora
Synchlora is een geslacht van vlinders van de familie spanners (Geometridae), uit de onderfamilie Geometrinae.

## Soorten
- S. aerata Fabricius, 1798
- S. apicata Warren, 1900
- S. astraeoides Warren, 1901
- S. atrapes Druce, 1892
- S. bidentifera Warren, 1901
- S. concinnaria Schaus, 1912
- S. cupedinaria Grote, 1880
- S. decorata Warren, 1901
- S. delicatula Dognin, 1909
- S. dependens Warren, 1904
- S. despictata Prout, 1932
- S. ephippiaria Möschler, 1886
- S. frondaria Guenée, 1857
- S. gerularia Hübner, 1823
- S. herbaria Fabricius, 1794
- S. indecora Prout, 1916
- S. irregularia (Barnes & McDunnough, 1918)
- S. isolata Warren, 1900
- S. leucoceraria Snellen, 1874
- S. liquoraria Guenée, 1857
- S. magnaria Bastelberger, 1911
- S. merlinaria Schaus, 1940

- S. niveus Butler, 1879
- S. noel Sperry, 1949
- S. pomposa Dognin, 1898
- S. pulchrifimbria Warren, 1907
- S. rufilineata Warren, 1897
- S. superaddita Prout, 1913
- S. suppomposa Prout, 1916
- S. tenuimargo Warren, 1905
- S. venustula Dognin, 1910
- S. xysteraria (Hulst, 1886)